# 順利邨
22°19′53″N 114°13′33″E / 22.3313°N 114.2259°E
順利邨（英語：Shun Lee Estate）是香港的一個公共屋邨，位於九龍觀塘區，毗鄰黃大仙區及西貢區，鄰近九龍最高的山峰飛鵝山（602米），現由香港房屋委員會管理。

## 歷史與簡介

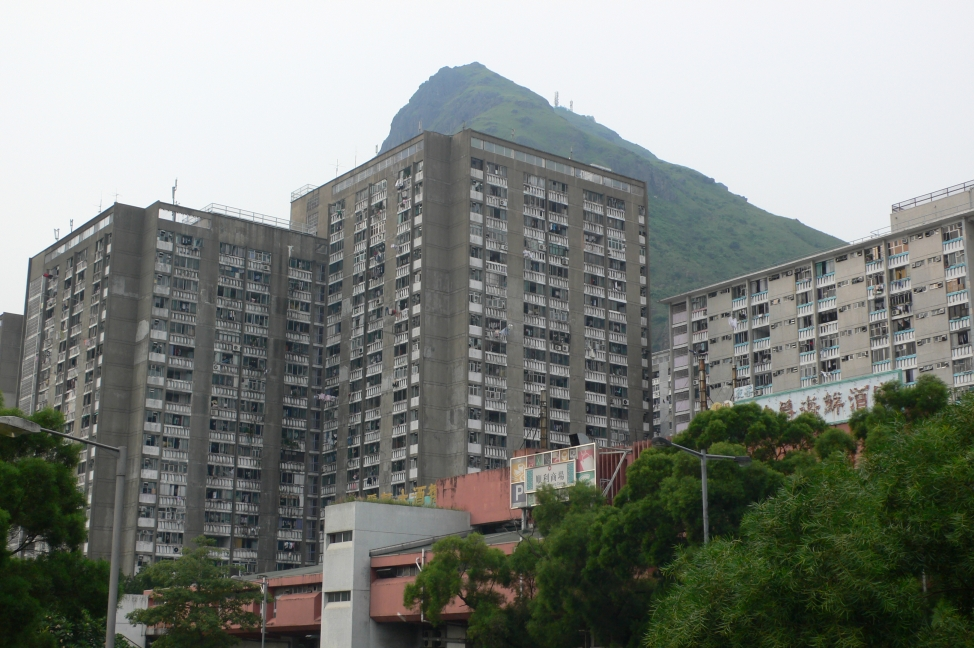
順利邨西側的雙塔式樓宇（翻油前）

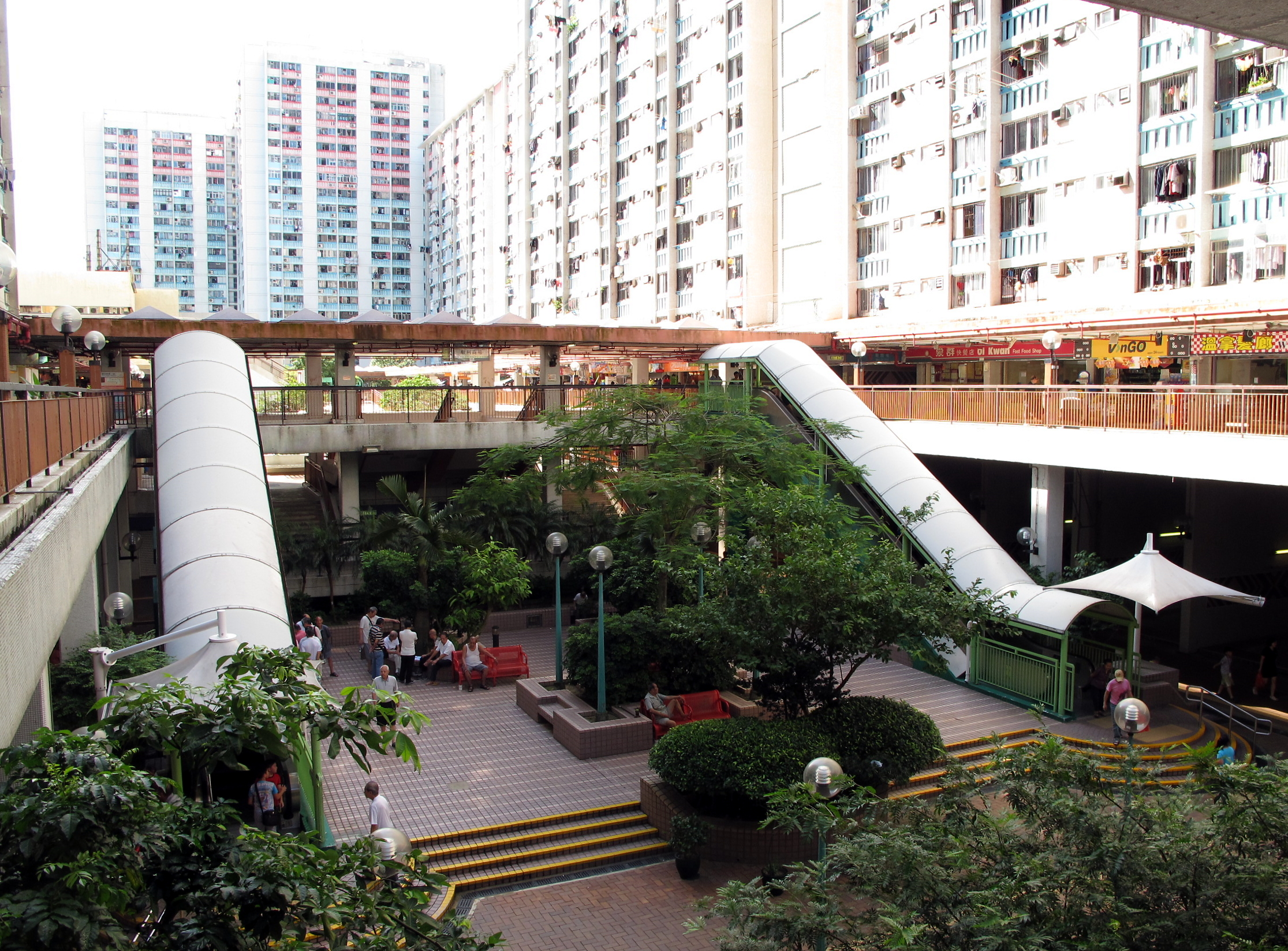
順利商場中央設庭園（2013年8月）

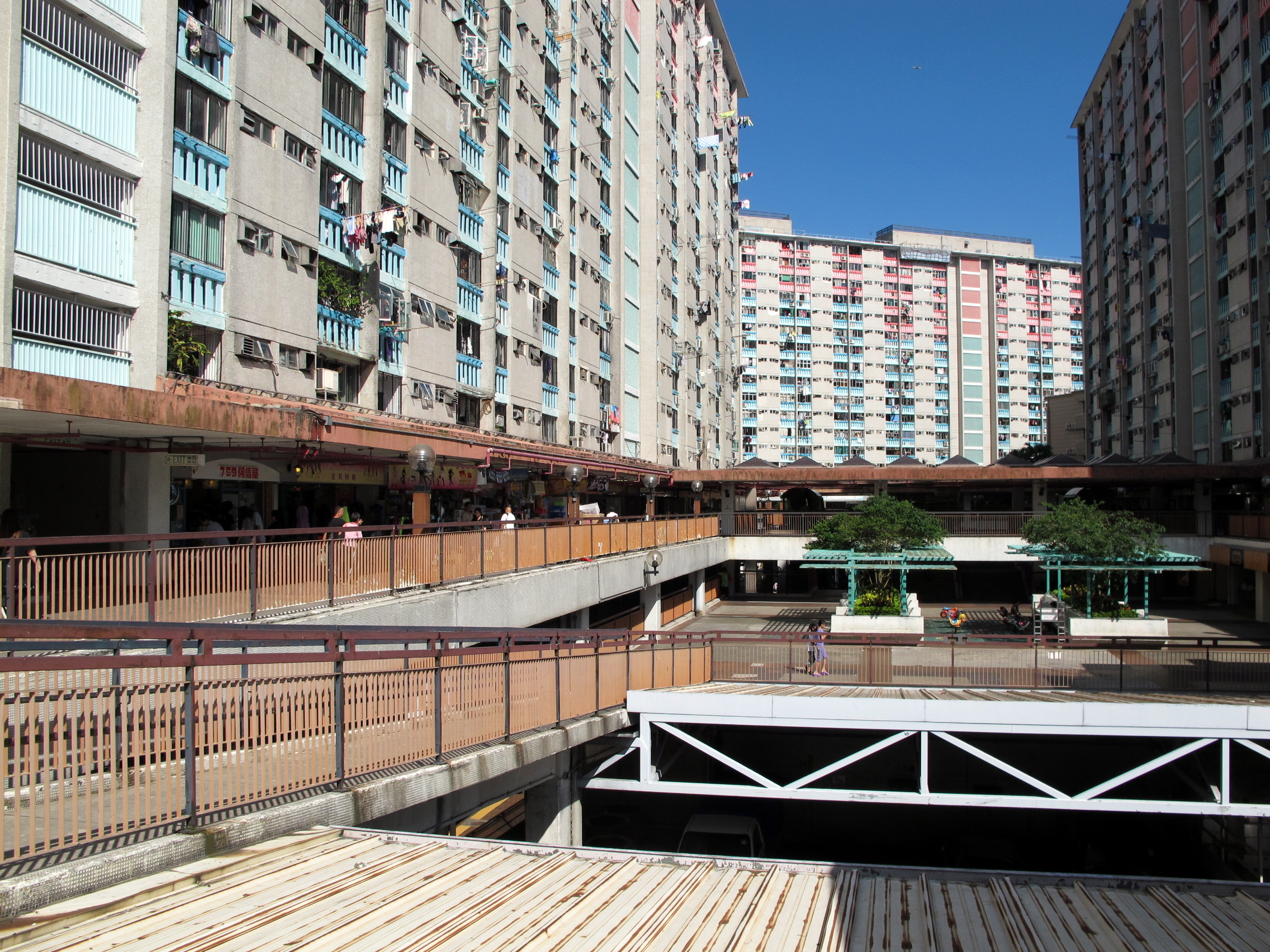
順利商場平台（2013年8月）

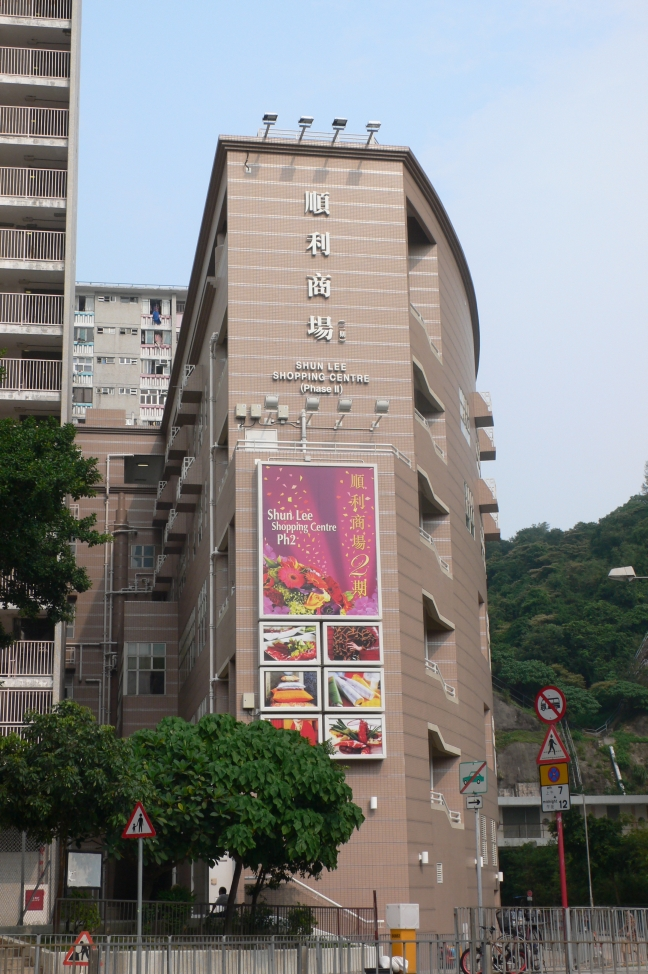
順利商場第二期

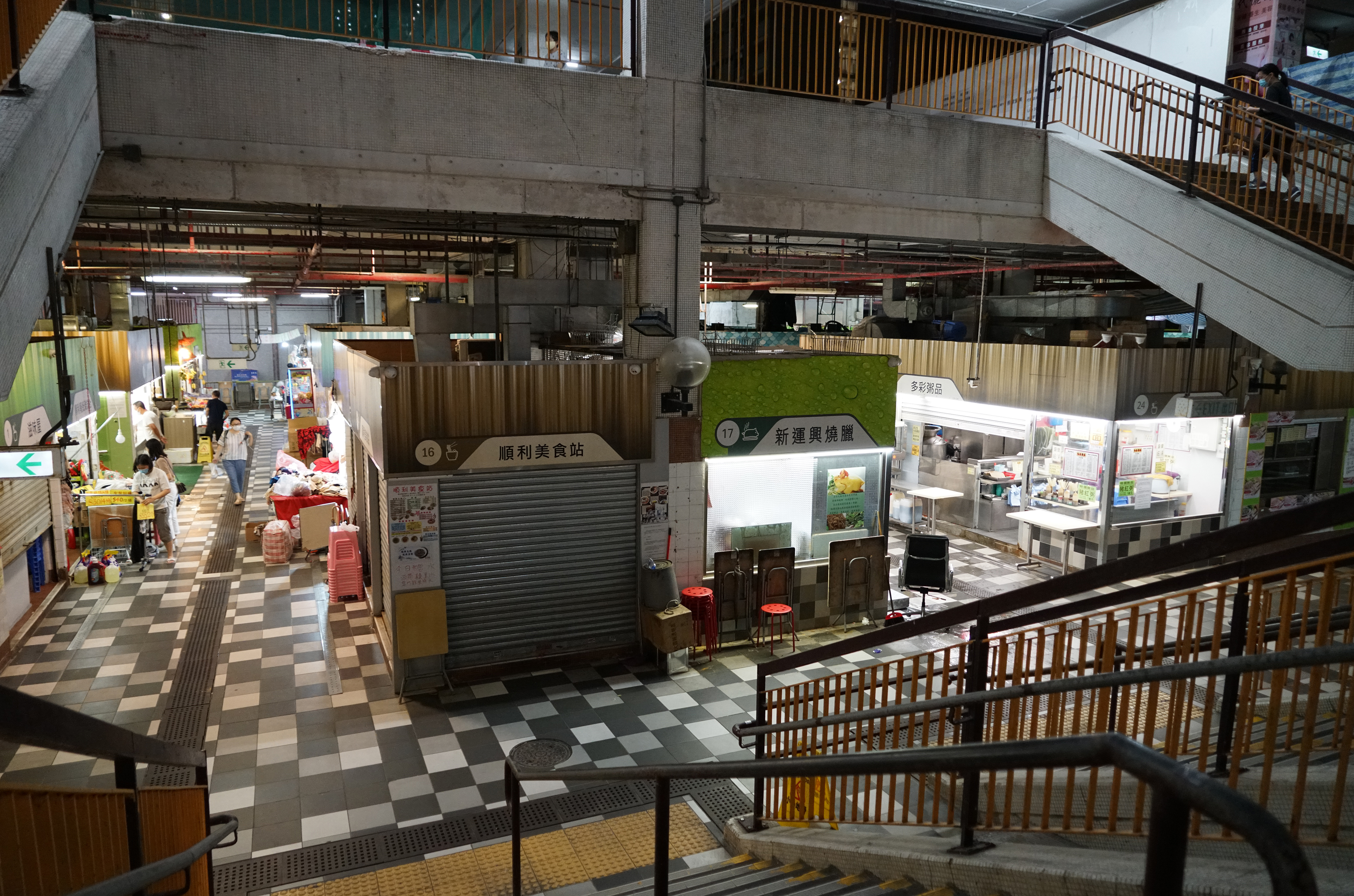
順利街市

順利邨前身稱為七號墳場，徙置事務署曾在1972年規劃該墳場作徙置區用途，稱為順利新區，原先規劃興建17座4至20層高的舊長型大廈（第七型徙置大廈）；後來計劃遭擱置（而興華二邨亦因而成為僅有由徙置事務署策劃的同類型項目），數年後改為採用前香港屋宇建設委員會標準規格設計的順利邨。本邨是受興建樂華邨影響，復華村平房區村民其中一條安置屋邨。
屋邨在1978年至1980年期間竣工；1979年3月22日，港督麥理浩爵士親臨順利邨，主持揭幕儀式。
由於四順附近是飛鵝山，地勢較高，所以在冬天時，溫度會比市區冷2-3度。順利邨在春天天氣亦十分潮濕，時有大霧，不少住戶都配備抽濕機。
順利邨的購物商場，曾經有一間附設於公共屋邨的戲院，名為順利戲院。該戲院曾經是香港首間屋邨戲院，耗資1000萬興建，並於1981年5月落成；順利戲院在1999年完成歷史使命，其後被拆卸，該戲院重建成今日的順利商場第二期、並於2005年12月落成啟用。商場內設有食肆及長者日間護理中心。領展曾有考慮將商場內部進行資產提升工程，但由於人流大不如前，最後決定取消規劃，其後於2009年3月更關閉整個順利商場第二期，領展並將全幢租予新松齡護老中心及圓玄學院社會服務部作安老院用途，由於將商場充作安老院一事未得區內居民同意，領展此舉受到區內7幢樓宇的互助委員會聯署譴責。
順利邨是少數設有普通科門診診所的公共屋邨之一。
恒生銀行曾拍攝一套賀年廣告，其中一個場景位於順利邨，取其名稱「順順利利」之意。
無綫電視劇集警犬巴打部份場景，在邨內利明樓取景。

## 屋邨資料

### 樓宇
| 樓宇名稱（座號）          | 樓宇類型                     | 落成年份 | 層數 | 每層伙數                   | 每座單位總數（伙） | 建築師       | 承建商   | 升降機編號 | 提供升降機的廠商 （翻新前） | 提供升降機的廠商 （翻新後） |
| ------------------------- | ---------------------------- | -------- | ---- | -------------------------- | ------------------ | ------------ | -------- | ---------- | --------------------------- | --------------------------- |
| 利恆樓（第1座）（英語：Lee Hang House） | 雙塔式                       | 1978年   | 24   | 34（2-21樓） 17（22-24樓） | 1071               | 房屋署建築師 | 順成建築 | 1-4號      | 東芝                        | 三菱                        |
| 利祥樓（第2座）（英語：Lee Cheung House） | 雙塔式                       | 1978年   | 24   | 34（2-21樓） 17（22-24樓） | 1071               | 房屋署建築師 | 順成建築 | 5-8號      | 東芝                        | 三菱                        |
| 利明樓（第3座）（英語：Lee Ming House） | 雙塔式                       | 1978年   | 24   | 34（2-21樓） 17（22-24樓） | 1071               | 房屋署建築師 | 順成建築 | 9-12號     | 東芝                        | 三菱                        |
| 利業樓（第4座）           | 舊長型 （中央走廊式，連接C） | 1980年   | 18   | 32（4-18樓）               | 480                | 房屋署建築師 | 興記建築 | 13-15號    | 東芝                        | 三菱                        |
| 利溢樓（第5座）           | 舊長型 （中央走廊式，連接C） | 1980年   | 18   | 32（4-18樓）               | 480                | 房屋署建築師 | 興記建築 | 16-18號    | 東芝                        | 三菱                        |
| 利富樓（第6座）           | 舊長型 （中央走廊式，連接C） | 1980年   | 18   | 32（4-18樓）               | 480                | 房屋署建築師 | 興記建築 | 19-22號    | 東芝                        | 三菱                        |
| 利康樓（第7座）           | 舊長型 （中央走廊式，連接C） | 1980年   | 18   | 32（4-18樓）               | 480                | 房屋署建築師 | 興記建築 | 23-26號    | 東芝                        | 三菱                        |

#### 圖片庫

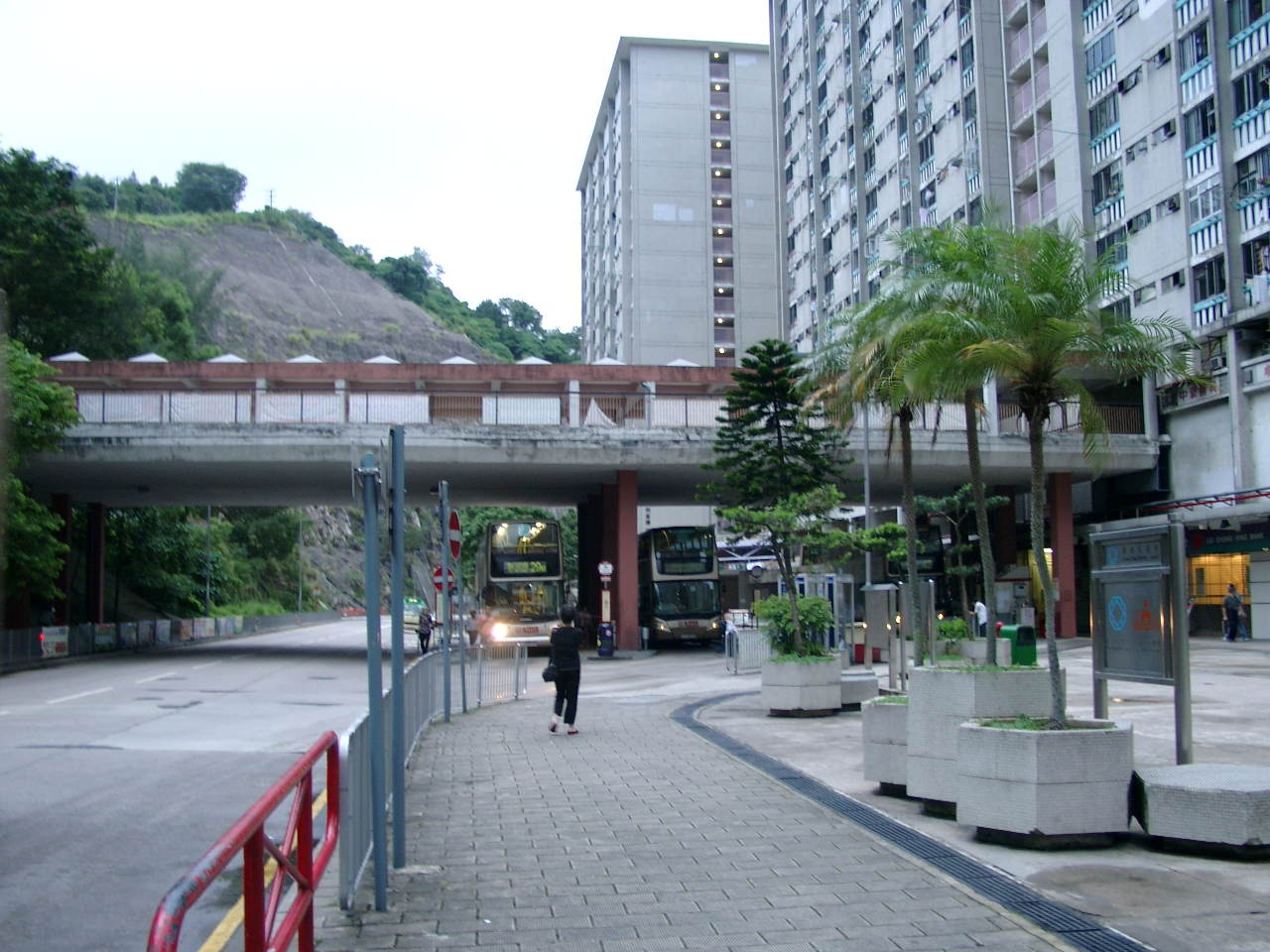
順利巴士總站
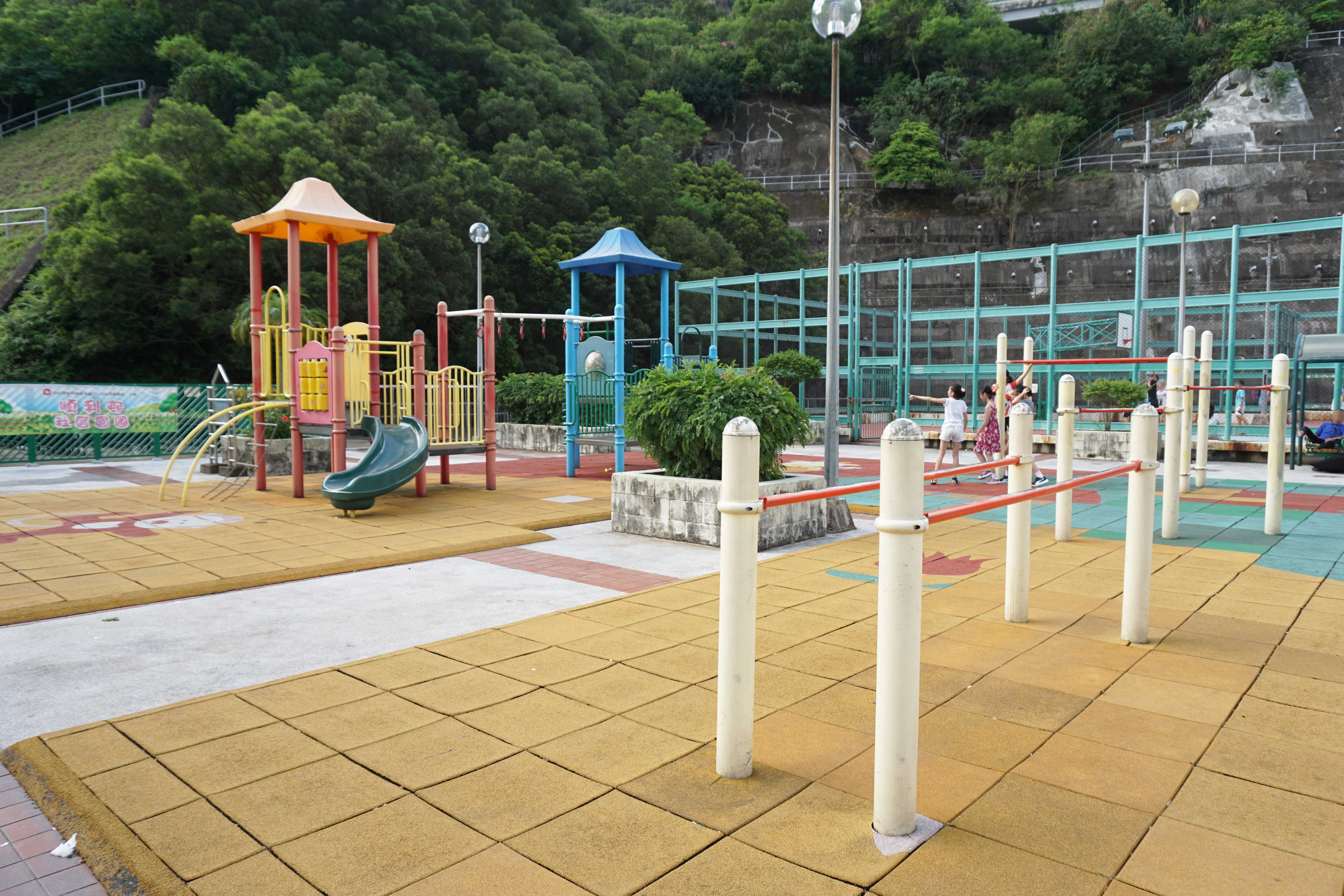
兒童遊樂場、健體區及籃球場
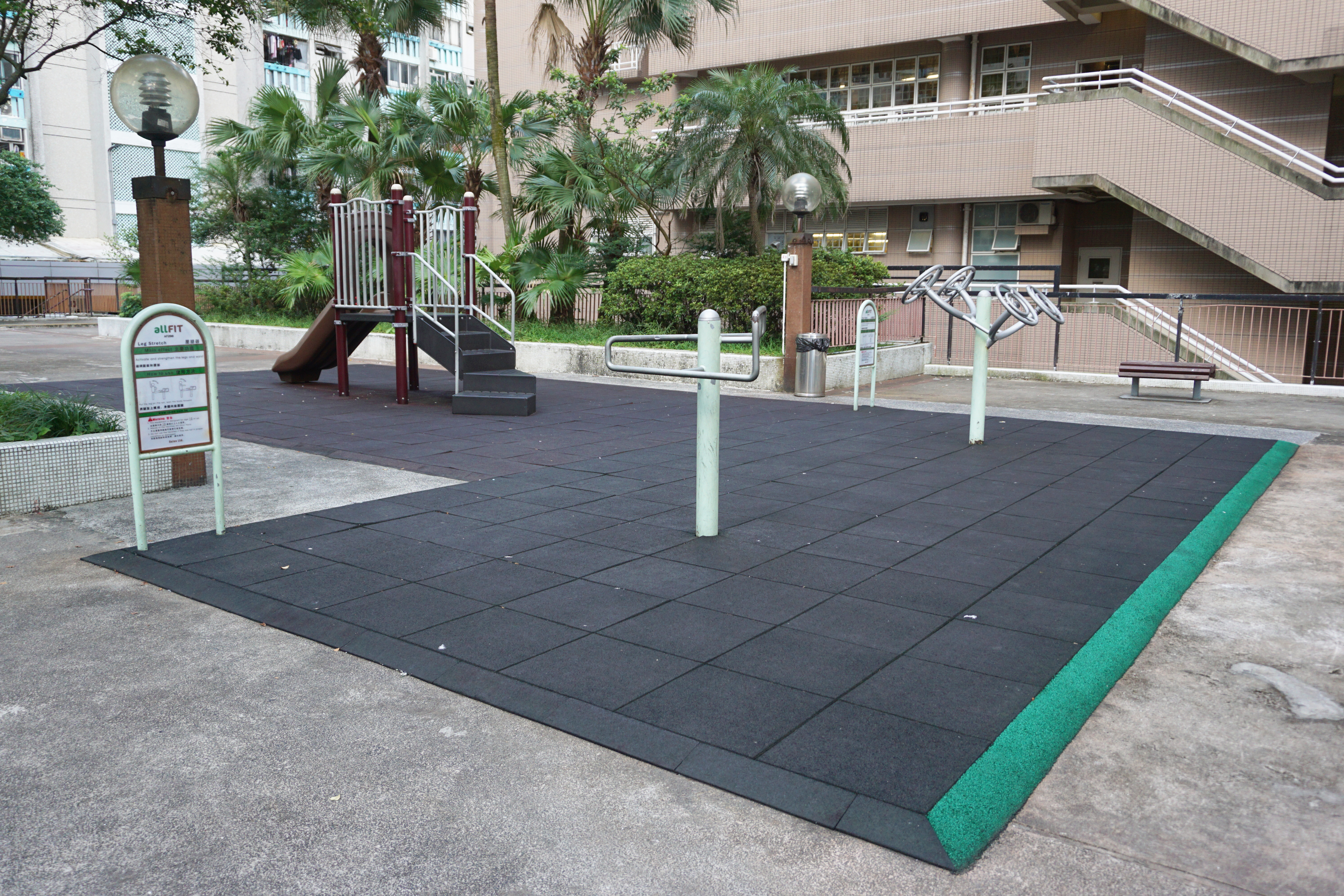
兒童遊樂場及健體區
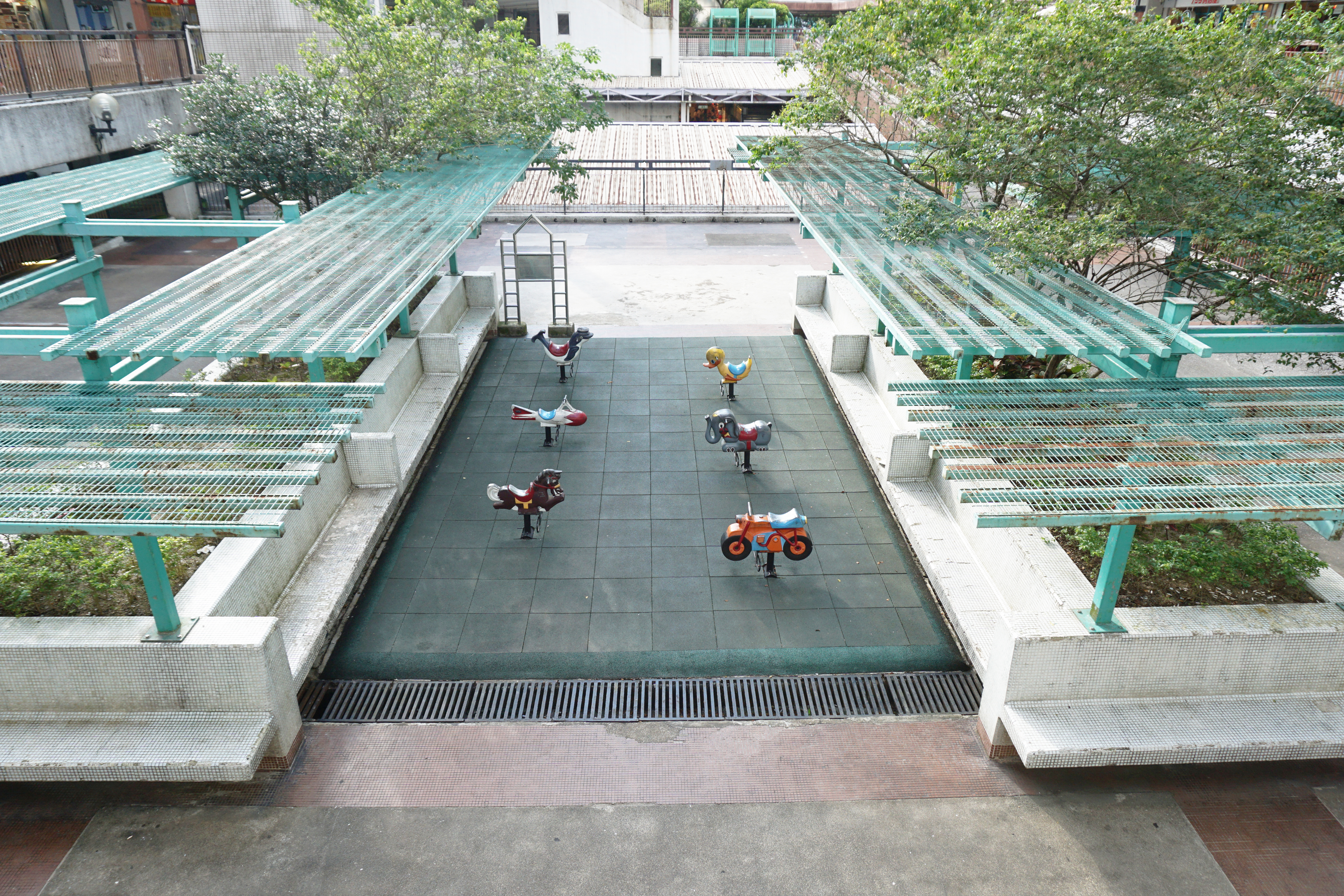
兒童遊樂場
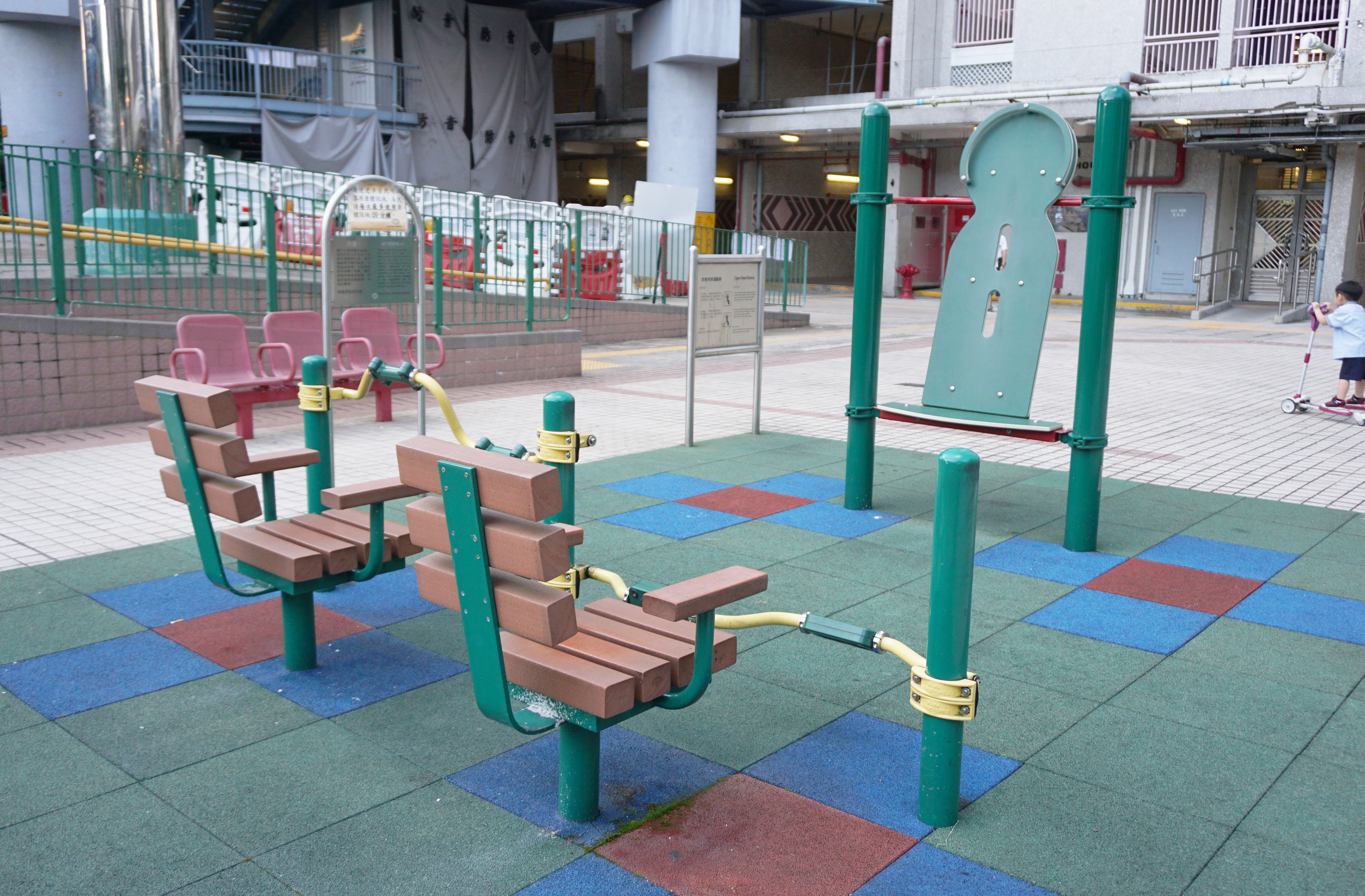
健體區
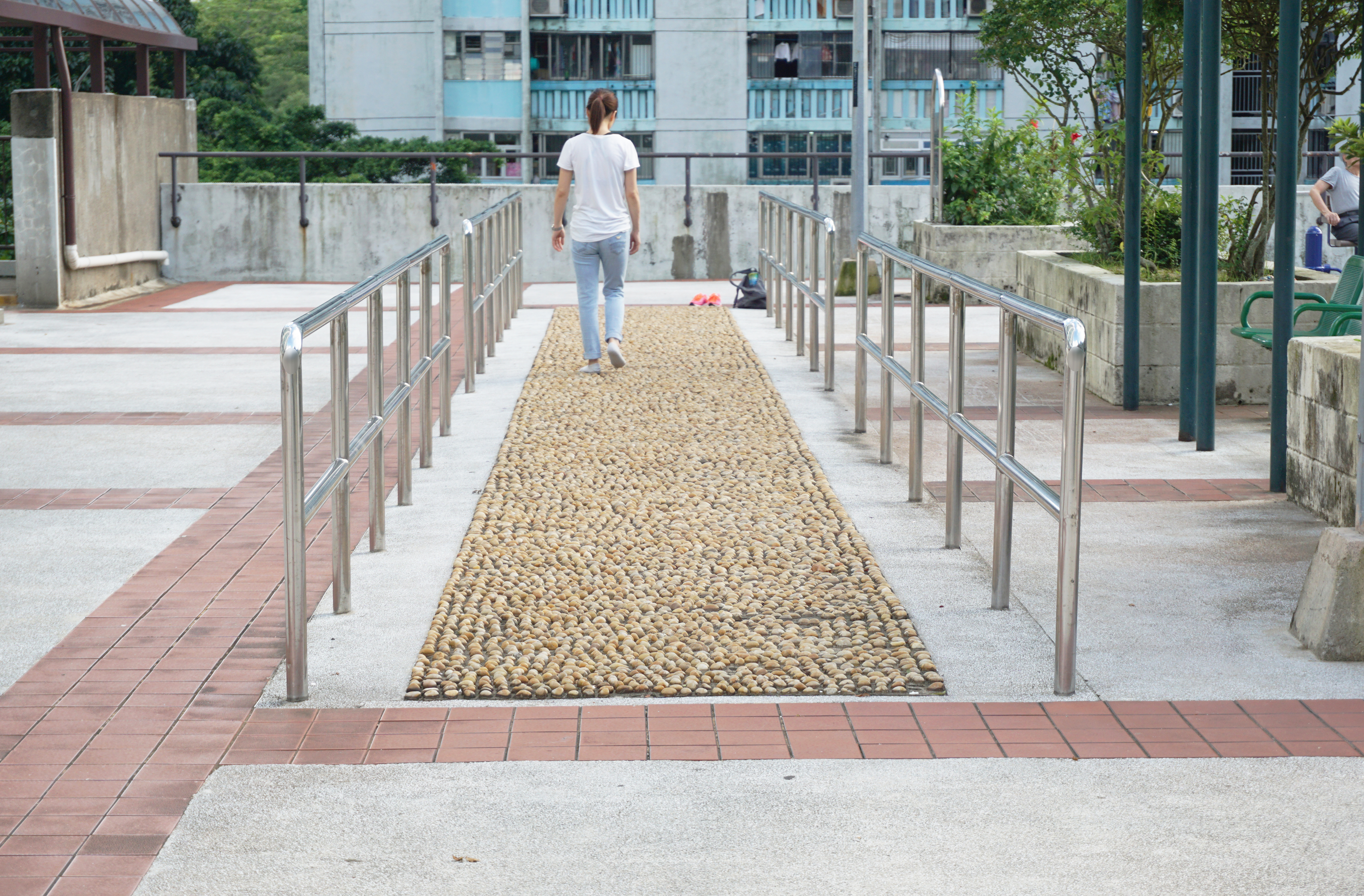
卵石路步行徑
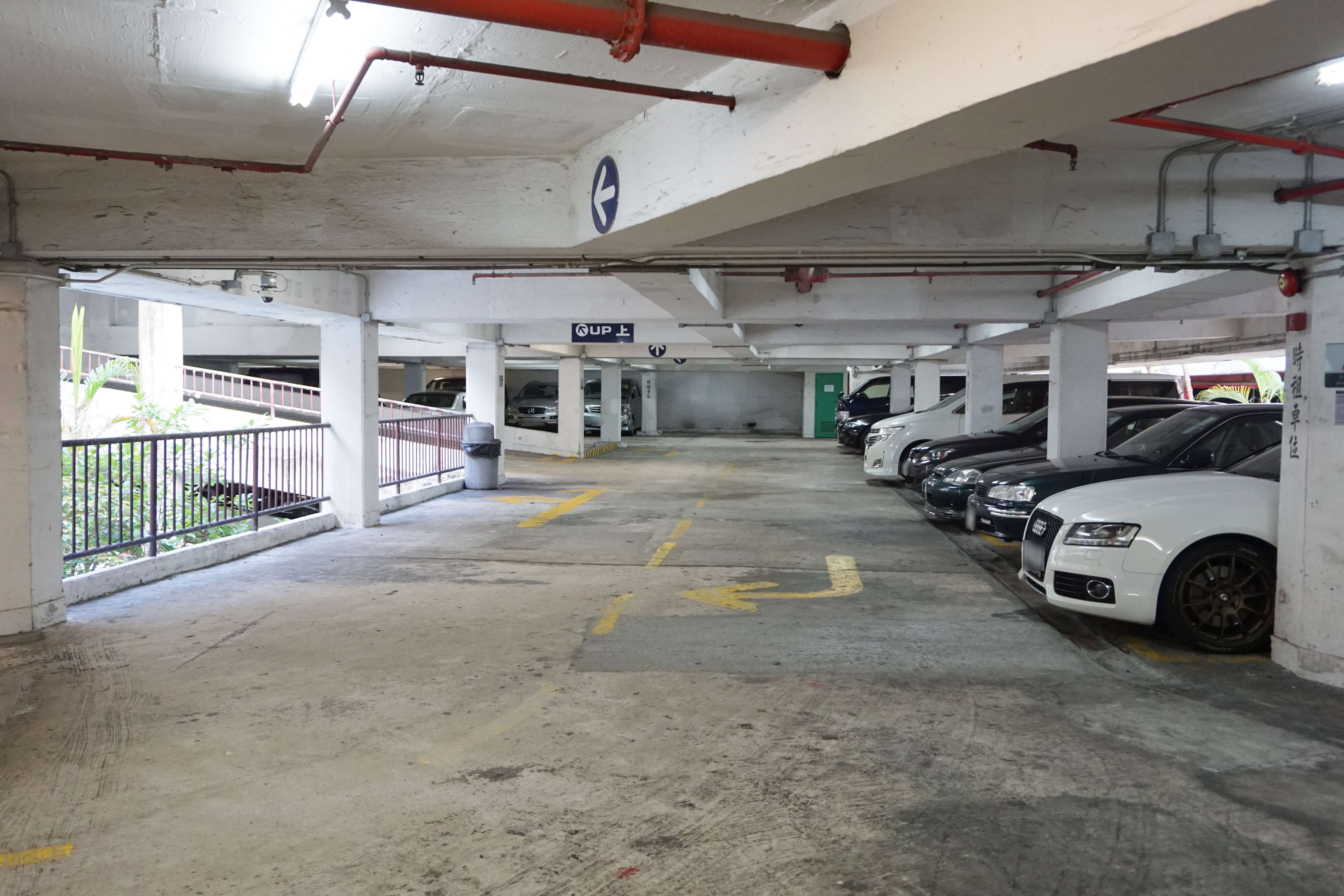
停車場
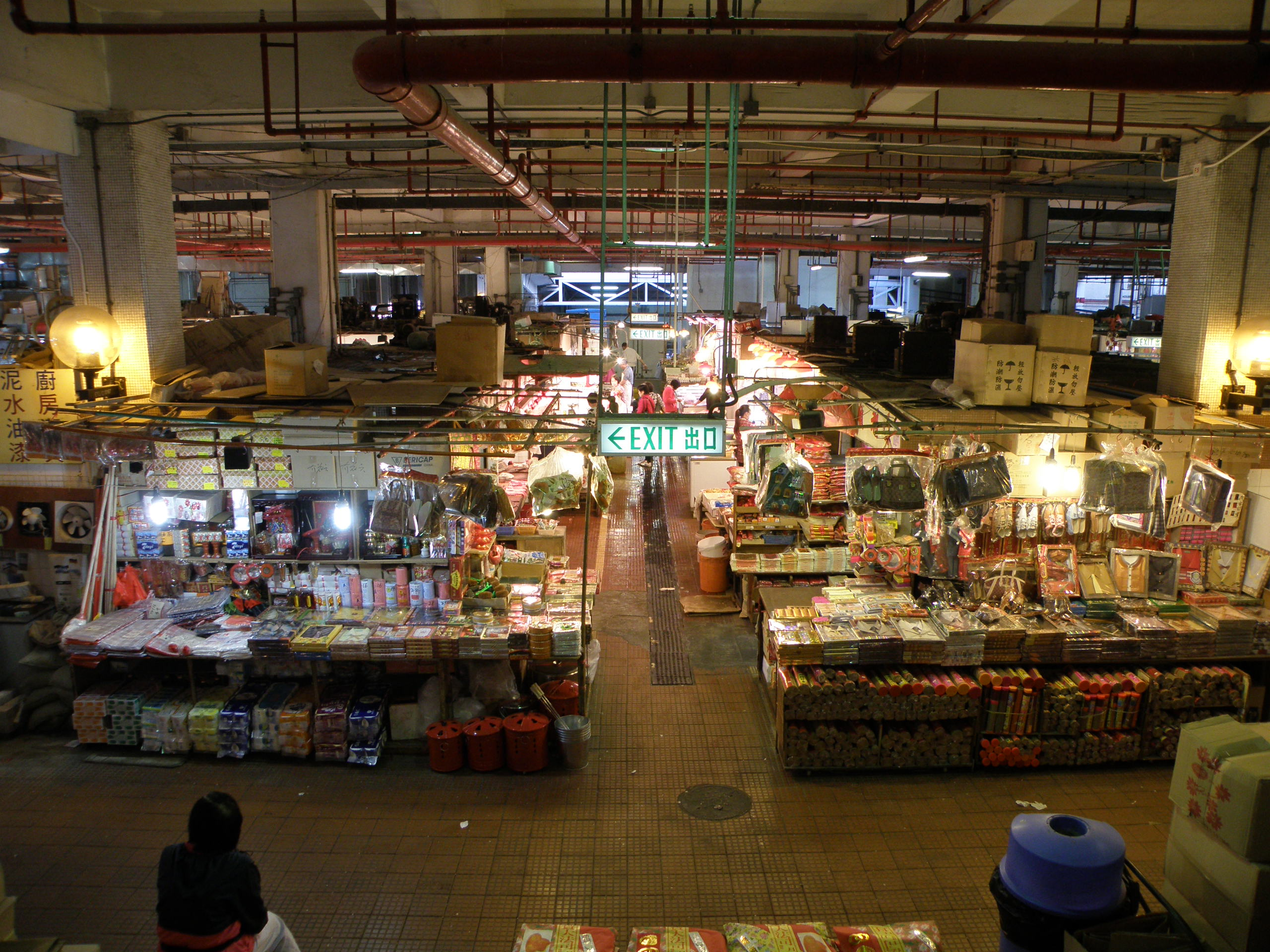
翻新前的順利街市

#### 儲物室
現時順利邨利祥樓共設有40多個儲物室，主要位於低層，大門髹上啡色，與一般單位略有不同。同邨其餘6幢樓宇的不同樓層亦共設置約50個儲物室。
有居民深感公屋資源未獲善用，遂填寫「舉報濫用公屋郵柬」投訴房屋署未有善用資源，可惜一直未獲回應，經多次投訴後，終獲房屋署回覆，指有關單位由屋邨建成以來，一直規劃為儲物室，出租予順利邨居民及商戶作儲物用途。2018年3月，房屋署終宣佈把利祥樓其中15個儲物室重置為住宅用途。

### 教育設施
該屋邨附近有數間中小學、幼稚園及特殊學校
- 觀塘官立中學（1982年創辦）（順緻苑順緻街9號）
- 順利天主教中學（1982年創辦）（順緻苑順緻街7號）
- 滙基書院（東九龍）（2003年創辦）（利安里2號）
- 基督教中國佈道會聖道迦南書院（1977年創辦，2003年遷入現址）（利安里6號）
- 保良局李筱參幼稚園暨幼兒園 （1983年創辦）（順利社區中心6樓）
- 香港扶幼會盛德中心學校 （1970年創辦）（利安里2號A）
- 中華基督教會基順學校 （1979年創辦）（利恒樓側，其校舍是順利邨內亦是四順區內長遠惟一的「火柴盒」校舍）

### 社會福利機構
- 協康會順利中心  （利富樓2樓109至112室）
- 香港基督教服務處順利傲創（順利社區中心2樓）
- 香港家庭福利會順利綜合家庭服務中心 （順利社區中心4樓）
- 香港失明人互聯會順利中心（順利社區中心地下）
- 香港紅十字會順利宿舍（利明樓地下）
- 扶康會順利成人訓練中心  （利康樓3樓）
- 圓玄護養院暨長者日間護理中心 (順利邨)（順利商場2期2樓A室及3至4樓）

### 教會
- 天主教天神之后堂（順利天主教中學內）

## 曾居住於順利邨的名人
- 黎耀祥：香港藝人，在利明樓10樓長大。2022年12月參與房委會與無綫電視合作拍攝的《回家》特備節目，並返回該處探訪。
- 李蘊：香港女歌手
- 肖友懷：（暱稱「懷仔」，曾因逾期居港權留在從香港而被遣返內地）
- 梁安國：（人稱「安仔」，經常因為瑣碎事作出投訴而聞名）

## 交通
由於順利邨遠離港鐵站，居民出入屋邨都必須利用巴士、專線小巴及的士代步。另外，順利邨是全九龍唯一可以乘搭新界的士的地方，相關的士只能由西貢區的清水灣道來往。
行政長官李家超在2023年施政報告中，落實興建綠色環保運輸系統，構思中之路線將由彩虹來往油塘，並會在順利邨設分站。

## 區議會議席分布
| 年度/範圍              | 2000-2003 | 2004-2007  | 2008-2011 | 2012-2015 | 2016-2019 | 2020-2023 | 2024-2027  |
| ---------------------- | --------- | ---------- | --------- | --------- | --------- | --------- | ---------- |
| 利祥樓、利恆樓及利明樓 | 雙順選區  | 雙順選區   | 雙順選區  | 雙順選區  | 雙順選區  | 雙順選區  | 觀塘北選區 |
| 利業樓                 | 雙順選區  | 雙順選區   | 雙順選區  | 安利選區  | 安利選區  | 安利選區  | 觀塘北選區 |
| 利溢樓、利富樓及利康樓 | 利安選區  | 利安天選區 | 安利選區  | 安利選區  | 安利選區  | 安利選區  | 觀塘北選區 |

## 事件
2003年6月21日，42歲男子吳群雄在利溢樓通往順緻苑的行人天橋座椅上，被兇徒連開三槍擊斃，兇手至今仍然在逃。
2005年2月2日，發生順利邨斬首案。
2009年12月24日早上，寧波第二中學男教師諸志成途經利富樓對面的利安道時，突被一輛私家車撞倒，送院後證實不治，24歲私家車司機周沛揚涉嫌酒後駕駛判監4年，吊銷駕照持有資格5年。
2010年10月21日，一名54歲男子在順清街近街市，被賊人用硬物襲擊頭部搶劫，掠去其藏有30萬元現金的背包後，匪徒事後乘坐同黨接應的電單車，逃去無踪。
2010年11月28日，3名賊人在清晨爆竊毗鄰利明樓的中電順利邨變電站，企圖偷走一批避雷用的銅片，被街坊發現，警方到場拘捕3人。
2012年2月9日清晨，一名21歲男子在利業樓被三名賊人行劫，掠去其手機及財物，以及其羽絨外套後逃去無踪。
2012年10月15日，一名居於利富樓的68歲湯姓老翁，涉嫌多次於高空擲下玻璃瓶，被警方拘捕。
2013年4月23日凌晨，一名卅一歲姓王女子於利富樓外被一名男子扑頭受傷，由於女子身上並無財物損失，警方正調查兇徒傷人動機。
2013年8月18日清晨6時許，一名老婦懷疑被一輛不顧而去之汽車撞倒，昏迷於順清街及順利邨道交界，送院證實不治，警方正緝捕有關汽車司機歸案。
2015年，一名居於利恆樓的缺德戶，因多次在屋村公眾範圍隨地吐痰，嚴重影響環境衛生及傳播細菌，行為極之缺德，被街坊發現及房署人員警告，最終被房署扣7分及罰款$1500。
2015年4月4日清晨6時許，1名老婦在秀茂坪順利邨利祥樓10樓梯間吊頸，保安員巡樓發現，立即報警求助，救護員接報到場將老婦解下，惟已告昏迷，立即將她送院搶救，惜告死亡，警員調查後，相信她因病厭世，事件無可疑。
2015年5月21日，居於順利邨利恆樓的中國大陸出生兒童肖友懷在香港匿藏達九年後，其外婆周紹璇向立法會議員陳婉嫻求助，陳並陪同他們到入境處自首，獲發「行街紙」准予暫時居留，有網民揭發肖友懷在邨內商場欺負其他兒童，以及被雜誌揭發他曾經在順安邨一幼稚園就讀。6月4日，肖友懷突到入境處九龍灣辦事處自首，並即時被遣返回中國大陸。
2015年9月，利康樓部份單位有居民報稱食水有鹹味，經房屋署檢查後，證實有鹹水管爆裂，部份鹹水滲進淡水缸內，導致食水出現鹹味。

## 參看
- 四順
- 七號墳場
- 順安邨
- 順天邨
- 順緻苑
- 順利紀律部隊宿舍
- 安泰邨